# Umgestaltung sozialer Systeme
Umgestaltung sozialer Systeme (engl.: Redesigning Social Systems) ist eine Methode der Systemwissenschaft, mit der sich komplexe soziale Systeme systematisch verändern lassen, so dass sie sich anschließend anders verhalten und andere Ergebnisse liefern.

## Veränderungen in sozialen Systemen
Komplexe soziale Systeme lassen sich durch Veränderungen ihrer Subsysteme nicht in geordneter Art und Weise umgestalten. Änderungen der einzelnen Elemente des Systems, die unabhängig voneinander vorgenommen werden, führen in den meisten Fällen zur Verminderung der Leistungsfähigkeit des gesamten Systems und zu Verschlechterung der Funktionsweise der anderen Elemente. Ein Ausbau des Straßennetzes in einer Stadt, beispielsweise, kann zur Verschlechterung der Lebensqualität der Einwohner durch Luftbelastung und Lärm führen, die im Ergebnis viele der wohlhabenden von ihnen dazu veranlasst, aufs Land umzuziehen. Als Folge dessen kann sich die übrige Infrastruktur der Stadt verschlechtern oder sogar ein Stadtverfall einsetzen.
Die Methode, solche Systeme zu verbessern, wurde von dem US-amerikanischen Systemwissenschaftler Russel L. Ackoff entwickelt und ist unter dem Namen Idealized Design (Idealisierte Gestaltung) bekannt.

## Methode
Der Prozess der Idealisierten Gestaltung fängt mit der Annahme an, dass alle Strukturen und Interaktionen in dem betrachteten System plötzlich nicht mehr existieren. Das System wird von Grund auf neu gedacht und seine Systemarchitektur neu entworfen. Die einzige Restriktion dabei ist, dass das neu gestaltete System drei Anforderungen erfüllen muss:
- Der Entwurf muss technologisch machbar sein.
- Das entworfene System muss funktionsfähig sein.
- Es muss in der Lage sein, schnell und effektiv zu lernen und sich anzupassen, sich selbst zu verbessern und von außen verbessert zu werden.

Die Funktionsfähigkeit des Systems impliziert, dass es in seinem Umfeld und als Teil eines größeren, übergreifenden Systems überlebensfähig sein muss. Bei der Idealisierten Gestaltung wird allerdings noch nicht nach der Durchführbarkeit des Entwurfs gefragt – diese ist der Gegenstand einer separaten Planungsphase.
Bei diesem Vorgehen wird von ganzheitlichem Denken, sog. Synthese-Denken (synthetic thinking), Gebrauch gemacht. Es besteht aus drei Schritten: (1) ein oder mehrere Systeme zu identifizieren, die das zu erklärende System enthalten, (2) das Verhalten des enthaltenden Systems (oder der Systeme) zu erklären und (3) das Verständnis des enthaltenden Systems auf die Rolle oder Funktion des zu erklärenden Systems herunterzubrechen.
Und so ist der erste Schritt der Idealisierten Gestaltung die Untersuchung des Systems, dessen Teil das betroffene System ist, und seiner Rolle und Interaktionen dort. Dabei legt man seine Fehlfunktionen offen. Darauf folgt die Entscheidung, was das System nach der Veränderung produzieren soll: also welches Ziel es verfolgen, welche Ergebnisse es liefern, wie es sich als Ganzes verhalten soll. Anschließend entwirft man die Architektur des Systems. Sie besteht vor allem aus Systemelementen, ihren Interaktionen und aus dem Zweck, den das System verfolgt oder der Funktion, die er erfüllt. Dabei achtet man besonders auf die Interaktionen und gegenseitigen Beeinflussungen der Einzelelemente. Sie unterliegen bestimmten Regeln, auf die man in den meisten Fällen Einfluss hat.
Nachdem der Entwurf, der die drei o. g. Anforderungen und das angestrebte Ziel erfüllt, ausgearbeitet wurde, kann die Planungsphase beginnen. Sie richtet sich darauf, die Lücken zwischen dem bestehenden System und seinem idealisierten Neudesign zu schließen. Diese Lücken können in komplexen sozialen Systemen in seltensten Fällen in einem Schritt geschlossen werden. Deswegen entscheidet man sich zuerst für einen Zwischenentwurf, der das System gut genug in die gewünschte Richtung verändert. In der Umsetzungsphase wird man sowieso dazulernen und sich für weitere Modifikationen der Systemarchitektur entscheiden, die die Erfüllung der angestrebten Ziele optimieren.

## Rolle der Kultur
Soziale Systeme organisieren sich derart, dass sie Veränderungen nach Möglichkeit zu verhindern versuchen. Sie verändern sich (oder werden verändert, z. B. durch ihr Entscheidungsorgan) nur, wenn Menschen zum Handeln gezwungen werden, weil die Fehlfunktionen schmerzlich sind. Diese bewahrende Kraft geht vor allem von der Kultur in dem System aus. Jedes komplexe soziale System (wie Familie, Unternehmen, Gesellschaft) besitzt seine eigene Kultur. Sie bestimmt weitgehend darüber, wie die Mitglieder entscheiden, interagieren und welche Ziele sie anstreben.
Diese Kultur lässt sich nicht in einem geplanten Prozess gestalten. Sie kann aber durch Widerlegung der bisherigen Annahmen, andauernde Diskussion über die Notwendigkeit einer Umgestaltung, veränderte Regeln und neue Zielsetzungen beeinflusst werden. Entscheidend ist dabei eine zeitnahe, umfassende und korrekte Information aller Beteiligten. Der Versuch, die bestehende Kultur zu beeinflussen, muss bei der Umgestaltung des Systems unbedingt unternommen werden. Die Systemdesigner empfehlen, dass möglichst viele Menschen in den Prozess einbezogen werden. Das trägt nicht nur entscheidend zur Akzeptanz der Veränderung bei, sondern beeinflusst die Kultur in einer Weise, die den Gestaltungsprozess unterstützt.

## Unternehmen
Ausreichend viele Beispiele eines erfolgreichen Umbaus ganzer sozialer Systeme gibt es bisher vor allem in der Wirtschaft, vereinzelt auch bei staatlichen Institutionen, Organisationen und großen Communities. Die einzelnen Unternehmensteile, Mitarbeiter und Manager in modernen Unternehmen und Konzernen haben allerdings genug Entscheidungsfreiheit und können eigene Ziele verfolgen, so dass sie durchaus mit beliebigen anderen komplexen sozialen Systemen verglichen werden können.
Die Erfahrungen bei der Gestaltung großer Unternehmen und Organisationen zeigen, dass diese nach einer Umgestaltung deutlich erfolgreicher sind. Wenn sie in Rahmen der neu erstellten Business-Architektur die Fähigkeit zum Lernen per Design eingebaut bekommen haben, bleibt ihr Vorsprung dauerhaft erhalten.
Ackoff empfiehlt das Unternehmen aus der Sicht der Stakeholder zu betrachten. Es wird als die Gesamtheit der Transaktionen zwischen allen internen und externen Stakeholder betrachtet, die untereinander Ressourcen austauschen.
Der Prozess der Umgestaltung besteht aus fünf Schritten:
- Definition des Problems,
- Planung,
- Gestaltung der Unternehmensarchitektur,
- Implementierung und
- Lernen.

Bei der Analyse der Ausgangssituation kommt es darauf an, nicht die Teile des Unternehmens einzeln, sondern ihre Interaktionen zu verstehen. Die bestehenden Probleme sind immer ein zwingendes Ergebnis der bisherigen Systemarchitektur und sind daher vor allem bei den Wechselbeziehungen zwischen den einzelnen Bereichen des Unternehmens zu finden.
Ein wichtiges Ergebnis der Umgestaltung ist die Formulierung des Idealbildes des zukünftigen Unternehmens sowie seiner Ziele. Das Idealbild ist keine Zielvorgabe, sondern bestimmt nur die Richtung, in die sich das System entwickeln soll. Ein Ziel hingegen muss kurzfristig erreichbar sein. Das Idealbild ist die Richtschnur der Planungsphase. Die eigentliche Planung erfolgt in fünf Schritten: (1) Formulierung des neuen Unternehmensleitbildes, (2) Definition der gewünschten Eigenschaften der Organisation und ihres Verhaltens, (3) Entwurf des idealisierten Aufbaus des Unternehmens, (4) Beschreibung der größtmöglichen Annäherung an diesen Entwurf und (5) Spezifizierung der Lücken zwischen dieser Annäherung und dem aktuellen Stand der Organisation.
Die Unternehmensarchitektur beschreibt das neue System. Sie identifiziert den Zweck des Unternehmens, seine lebenswichtigen Funktionen, seine aktiven Elemente und wichtigsten Prozesse. Sie ist modular und meistens mehrdimensional aufgebaut. Aus ihr folgt eine veränderte Struktur des Systems.
Während der Implementierungsphase werden die davor geplanten Maßnahmen umgesetzt. Dabei sind die begleitenden Dokumentation und Kontrolle aller Entscheidungen von großer Bedeutung. Dafür wird ein dediziertes Unterstützungssystem für Lernen und Anpassung etabliert.

## Gesellschaftliche Institutionen und Demokratie
Russell L. Ackoff und Sheldon Rovin haben postuliert, dass auch große Teilsysteme der Gesellschaft und des Staates, sowie demokratische Institutionen auf diese Weise umgestaltet werden könnten. Diese würden, anders als es in der politischen Praxis üblich ist, in ihrer Gänze und nicht lediglich ihre einzelnen Teile oder Regeln verändert. Ackoff und Rovin haben dabei einen neuen Entwurf der partizipativen Demokratie vorgelegt, der fünf Bereiche umfasst: (1) die Struktur der staatlichen Regierungsführung und Verwaltung, (2) das Wahlsystem, (3) die Aufgaben und Funktionen der Regierungseinheiten und wie sie Entscheidungen treffen sollten, (4) wie die Regierung entbürokratisiert und demonopolisiert werden kann und (5) die Steuern.
In diesem Modell würde die grundlegende politische Einheit nicht mehr als etwa einhundert Wähler umfassen, die direkte Nachbarn sind. Diese wählen einen Repräsentanten. Die Repräsentanten von etwa zehn geographisch zusammenhängenden Basiseinheiten würden die nächsthöhere, zweite Einheit bilden. Einheiten der Ebene 2 sind für ihre konstituierenden Basiseinheiten verantwortlich und ihnen gegenüber rechenschaftspflichtig. Die Repräsentanten der Einheiten der Ebene 2 bilden ihrerseits Einheiten der Ebene 3 usw. Dieser Prozess wird so lange fortgesetzt, bis die Einheit mit dem größten Wahlkreis, z. B. einer Nation, gebildet ist. (Vgl. Räterepublik.)
Die Mitglieder der grundlegenden politischen Einheiten wählen alle Leiter auf allen Ebenen, die aus ihnen hervorgegangen sind. Die Kandidaten für diesen Posten werden durch Mitglieder der betroffenen Einheit gewählt, müssen allerdings nicht aus dieser Einheit stammen. Jede Einheit besitzt eine Verwaltung, die aus den Leitern der nächstniedrigeren Ebene gewählt wird. Die sonstigen Amtsträger, die auf einer bestimmten Verwaltungsebene benötigt werden, werden von Mitgliedern der entsprechenden Einheit gewählt.
Von den Leitern der Einheiten auf allen Ebenen (mit Ausnahme der höchsten und der niedrigsten) wird erwartet, dass sie an den Sitzungen der Einheiten der nächsthöheren und nächstniedrigeren Ebene teilnehmen. Alle Leiter, mit Ausnahme der beiden obersten und der beiden untersten Ebenen, interagieren im Effekt direkt mit den Leitern von fünf verschiedenen Verwaltungsebenen: zwei oberhalb ihrer eigenen Ebene, zwei unterhalb und diejenigen auf ihrer eigenen. Solche Interaktionen erleichtern die Koordinierung aller Entscheidungen und bewirken die Integration des gesamten politischen Systems.
Ackoff und Rovin schlagen außerdem vor, die Rolle der Wähler bei der Auswahl der Kandidaten zu stärken. Am Ende jedes Wahlzettels würde ein Eintrag erscheinen: „Jemand anders“. „Jemand anders“ zu wählen bedeutet, einen Protest gegen die angebotene Kandidatenliste einzulegen. Wenn "jemand anders" eine Mehrzahl der Stimmen erhalten würde, müssten neue Kandidaten ausgewählt werden. Die Kosten der Wahlwiederholung müssten entweder von denjenigen, die die unterlegenen Kandidaten vorgeschlagen haben, oder von den Kandidaten selbst getragen werden. Ein Betrag, der zur Deckung dieser Kosten ausreicht, würde vor der Wahl im Namen jedes Kandidaten auf ein Treuhandkonto gelegt. Diese Hinterlegung würde an jeden Kandidaten zurückgegeben, der mehr Stimmen erhielt als „jemand anders“. Dies würde nach Meinung von Ackoff und Rovin die Qualität der Kandidaten, die ein öffentliches Amt anstreben, verbessern.

## Staat und Staatenverbund
Noch ein Schritt weiter geht Alan Patrick Stern, indem er die Methoden des Social Systems Redesigning auf die gesamte westliche Zivilisation anwendet. Das Vorgehen besteht aus acht Schritten:
- Annahme, dass das zu gestaltende System über Nacht zerstört wurde, seine Umgebung aber unverändert blieb.
- Die versteckten Glaubenssätze, die das heutige Verhalten reproduzieren, offenlegen.
- Den Output, also das gewünschte Verhalten des neuen Systems bestimmen.
- Verhaltensweisen, die man verhindern möchte, auflisten.
- Zwänge aus und Interaktionen mit dem übergreifenden System berücksichtigen.
- Die eigentliche Blaupause des Systems erstellen.
- Wichtige Teilsysteme nach derselben Methode gestalten.
- Zum Schluss fragen, ob die neue Architektur das erwünschte Verhalten zeigt.

Die Glaubenssätze der Menschen und die versteckten Annahmen der westlichen Zivilisation, die die gegenwärtigen zivilisatorischen Probleme hervorrufen, sind ein Teil der westlichen Kultur und bestimmen die Lebensziele der Menschen. Man kann diese Probleme nicht lösen, ohne die Glaubenssätze zu verändern. Damit ist eine Veränderung des Denkens möglichst vieler Menschen und ihrer Lebensweise notwendig. Das kann z. B. eine neue Organisation der Gesellschaft, die auf mehr Beteiligung basiert, und die Neugestaltung des Bildungssystems notwendig machen.
Bei der Umgestaltung eines ganzen Staates oder gar Staatenverbundes müssen die Ziele entsprechend allgemein und allumfassend und das Ergebnis einer breiten gesellschaftlichen Diskussion sein. Dieser Schritt ist von entscheidender Bedeutung, weil von den Zielen für das zu gestaltende System, seine Architektur abhängt. So führt z. B. das Ziel einer harmonischen Koexistenz mit der Natur zwangsläufig zu anderer Wirtschaft, Landwirtschaft und zu veränderten Lebensräumen der Menschen. Andere Ziele können zum Umbau des Staates oder der Regeln, nach denen die verschiedenen Gemeinschaften (Communities) der Gesellschaft interagieren, führen.
Aus der Vorgabe für die Wirtschaft, in Harmonie mit der intakten Natur funktionieren zu müssen, resultiert, dass ihre Regeln den Zielen der Gesellschaft unterordnet werden – die Wirtschaft ist nicht mehr ein unabhängiges System. So führt Stern einen zusätzlichen Wirtschaftsbereich ein, der von der auf Kapitalvermehrung fußenden Wirtschaft durch eigene Währung, Trennung der Nachfrage und des Angebots und Regeln bei den Ressourcenflüssen abgekoppelt wird. Dieser Wirtschaftsbereich verfolgt das Ziel, nur den objektiv vorhandenen Bedarf der Menschen zu befriedigen.
Eine entscheidende Wirkung kann die Berücksichtigung aller Kosten der Zivilisation haben. Wenn man z. B. die Zerstörung der Natur bei dem Einkauf der Ressourcen für die Wirtschaft durch entsprechende Besteuerung berücksichtigt, verändert das automatisch das Verhalten der Unternehmen. In dieselbe Richtung wirkt eine Steuer, die alle Kosten der Rückführung der Produktionsabfälle und der Erzeugnisse der Industrie in den natürlichen Kreislauf beziffert.